# Spinicalliotropis spinosa
Spinicalliotropis spinosa là một loài ốc biển, là động vật thân mềm chân bụng sống ở biển thuộc họ Calliotropidae.

## Miêu tả
The shell size is 4 mm

## Phân bố
This species is found along Philippines.